# Amorphophallus dactylifer
Amorphophallus dactylifer är en kallaväxtart som beskrevs av Wilbert Leonard Anna Hetterscheid. Amorphophallus dactylifer ingår i släktet Amorphophallus och familjen kallaväxter. Inga underarter finns listade.